# میرزا حسن‌خان احسن‌الدوله
میرزا حسن‌خان احسن الدوله  از سیاستمداران ایرانی بود، که در دوره نخست بعنوان نماینده تبریز در مجلس شورای ملی حضور داشت.